# 고립 전자쌍
고립 전자쌍(孤立電子雙, 영어: lone pair)은 일반적으로 비금속과 비금속간의 공유 결합을 전제하였을때, 그러한 분자(molecule)의 두 원소가 전자를 공유 하지 않는 쌍을 말한다. 비공유 전자쌍(非共有電子對, 영어: unshared electron pair)이라고도 부른다. 고립 전자쌍은 다른 원소와 공유되어 있는 공유 전자쌍 보다 강한 힘을 가져 공유 전자쌍을 밀어내게 된다. 그렇게 하여 물(H2O) 등의 굽은형 화합물을 만들어 내게 된다.

## 비공유전자쌍
비공유 전자쌍(非共有電子雙)은 화학등에서 공유 결합(共有結合, covalent bond)에 참여하지 않는 원자의 전자쌍을 가리킨다.
|                                                                                  |
| 예시) 수소(hydrogen),탄소(carbon),물(water),에틸렌(ethylene),아세틸렌(acetylene) |

물(H2O)의 경우에서처럼 산소는 2개를 수소는 1개를 가지고 있다.

## 같이 보기
- 이중결합
- 불포화 결합
- 원자가 전자